# Махмудов, Владимир Насырович
Махмудов Владимир Насырович (узб. Vladimir Nosirovich Mahmudov; 2 октября 1944, Самарканд, Узбекская ССР, СССР — 26 февраля 2005, Ташкент, Узбекистан) — советский и узбекский военачальник. Начальник Генерального штаба Вооружённых сил Узбекистана. Генерал-лейтенант.

## Биография
Родился в 1944 году в Самарканде в семье первого секретаря Самаркандского областного комитета коммунистической партии Узбекистана.
В 1963 году поступил на обучение в Ташкентское высшее общевойсковое командное училище имени В. И. Ленина, которое закончил в 1967 году.
С 1967 по 1970 годы — проходил службу на должности командира взвода в Ташкентском общевойсковом училище.
С 1970 по 1975 год — проходил службу на должности командира курсантской роты.
В 1978 году окончил Военную академию имени М. В. Фрунзе.
С декабря 1979 по май месяц 1981 года, полковник Махмудов проходил службу в должности командира 181-го мотострелкового полка 108-й мотострелковой дивизии, в составе Ограниченного контингента советских войск в Афганистане.
После Афганистана, проходил службу на должности заместителя командира 36-го армейского корпуса ТуркВО, дислоцированного в городе Ашхабад, Туркменской ССР.
С 1989 по 1992 год — военный комиссар Узбекской ССР.
С 1992 года по январь 1995 года — начальник Ташкентского высшего общевойскового командного училища.
С 1995 по 1999 годы — начальник Академии Вооруженных Сил Республики Узбекистан.
С 1999 по 2000 годы — Начальник Генерального штаба Вооружённых сил Узбекистана — первый заместитель министра обороны.
Умер 26 февраля 2005 года. Похоронен на Боткинском кладбище Ташкента.

## Награды
За время военной службы был награждён советскими и узбекскими орденами и медалями:
- Орден Красной Звезды;
- Знак почёта;
- орден «Шон-Шараф» II степени («Орден Почёта»);
- медаль «Жасорат» («За доблесть»);

## Семья
- Отец — Махмудов Насыр (1913—1987), советский партийный и государственный деятель, являвшийся первым секретарём Самаркандского, Ферганского, Ташкентского обкомов КП Узбекистана (1943—1952) и Каракалпакского и Сырдарьинского обкомов Компартии Узбекистана (1956—1969);
- Сын — Виктор Владимирович Махмудов (род. 1968), секретарь Совета национальной безопасности при президенте Узбекистана (2013—наст.время).